# Vicente Aparicio Vila
Vicente Aparicio Vila (Pinedo, València, 14 de desembre de 1969) va ser un ciclista valencià que fou professional entre 1990 i 1998.
Destacant com a gregari, no va aconseguir cap victòria com a professional. Els seus millors resultats foren un 7è lloc final a la Volta a Espanya de 1994 i un 3r al Critèrium del Dauphiné Libéré de 1995. També acabà 3r al Campionat d'Espanya en ruta del 1995.

## Palmarès
- 1989
  - 1r a la Volta a Lleida

### Resultats al Tour de França
- 1994. 67è de la classificació general
- 1995. 21è de la classificació general
- 1996. Abandona (17a etapa)

### Resultats a la Volta a Espanya
- 1993. 34è de la classificació general
- 1994. 7è de la classificació general
- 1995. Abandona (8a etapa)
- 1996. Abandona